# Luca Beatrice

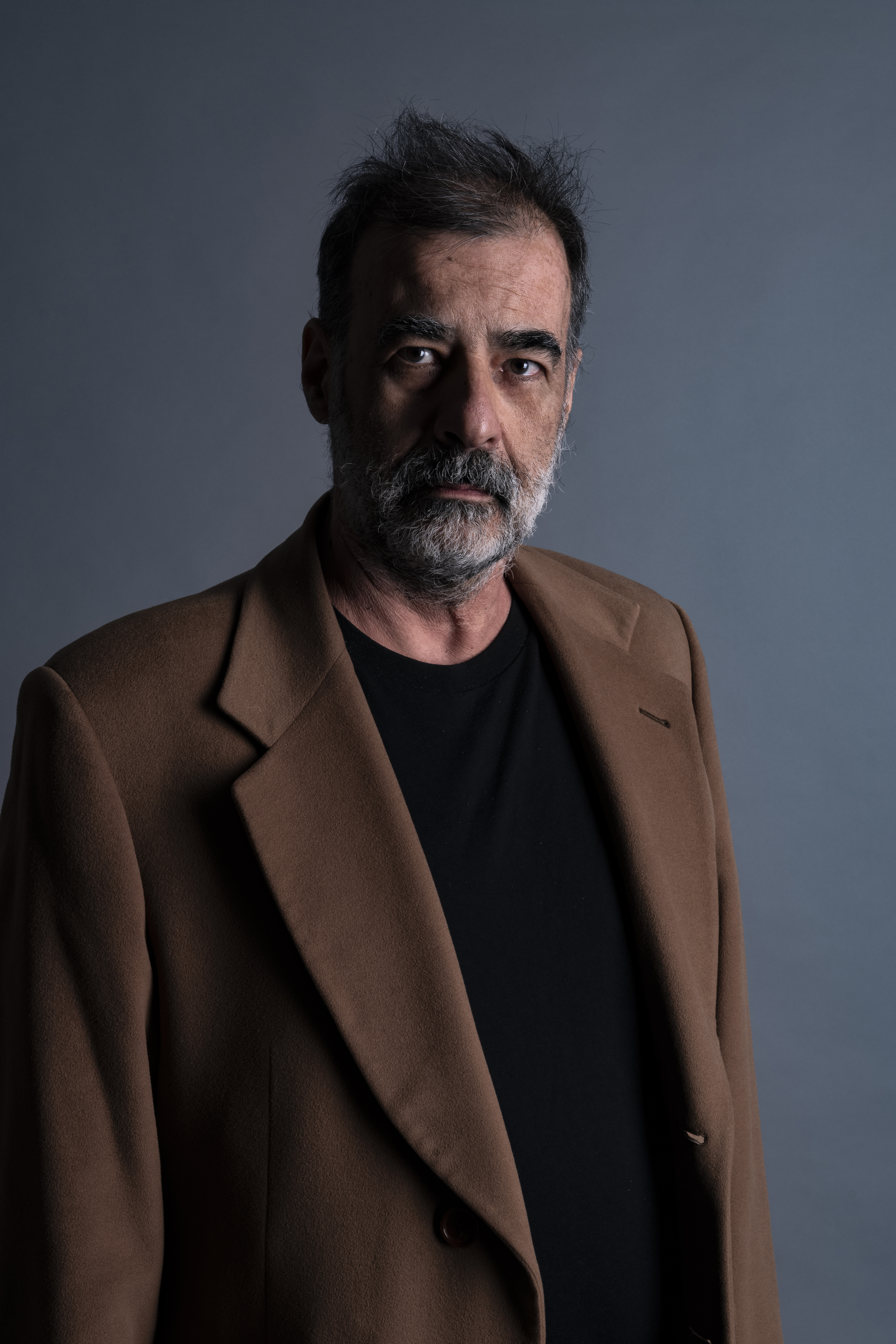
Luca Beatrice nel 2020

Luca Beatrice (Torino, 4 aprile 1961 – Torino, 21 gennaio 2025) è stato un critico d'arte e saggista italiano.

## Biografia
Laureato in Storia del cinema alla Facoltà di Lettere all'Università degli Studi di Torino, conseguì il diploma di specializzazione in Storia dell'arte all'Università degli Studi di Siena.
Curatore, critico d'arte, docente, saggista e opinionista, cominciò la sua carriera verso la fine degli anni ottanta con mostre storiche sul futurismo torinese (Franco Costa, Enrico Allimandi, Alberto Sartoris).
Insegnò all'Accademia di Belle Arti di Palermo, all'Accademia di Brera, Milano, e allo IAAD di Torino. È stato professore all'Accademia di Helsinki, docente di Storia dell'arte all'Accademia Albertina di Torino, di Arte contemporanea allo IED di Torino e di Arte e cultura contemporanea allo IULM di Milano.
In qualità di critico, scrisse sulle riviste d'arte Tema celeste e Flash Art. Fu curatore di alcune esposizioni della prima Biennale di Praga (2003-2005) e ricoprì l'incarico di commissario alla sezione Anteprima della XIV Quadriennale di Roma nel 2004.
Nel 2009, insieme a Beatrice Buscarioli, curò il Padiglione Italia alla 53ª Biennale d'arte di Venezia. Punto di partenza dell'esposizione, intitolata Collaudi, era l'omaggio a Filippo Tommaso Marinetti e al Futurismo, avanguardia italiana del Novecento.
Dal 2010 al 2018 fu presidente del Circolo dei Lettori di Torino.
Tra il 2015 e il 2016 curò le mostre Andy Warhol. Pop society al Palazzo Ducale di Genova ed Edward Hopper a Palazzo Fava, Bologna, e al Vittoriano. Nel 2018 fu curatore delle mostre: Jackson Pollock e la Scuola di New York al Palazzo Reale di Milano e al Vittoriano; Easy Rider. Il mito della motocicletta come arte alla Reggia di Venaria; Warhol and friends a Palazzo Albergati, Bologna. Tra le mostre curate nel 2019 vi è Revolutions 1989-2019: L’arte del mondo nuovo – 30 anni dopo a Castel Sismondo, Rimini.
Pubblicò numerosi saggi di critica d'arte e musicale: Da che arte stai?, Pop, Sex e Nati sotto il Biscione per Rizzoli. Scrisse le biografie di Renato Zero e Lucio Dalla per Baldini & Castoldi, Canzoni d'amore per Mondadori, Arte e libertà? per Giubilei Regnani. Nel febbraio 2021 pubblicò il saggio Da che arte stai? Dieci lezioni sul contemporaneo, edito da Rizzoli.
Collaborò inoltre con i quotidiani Linkiesta e Il Giornale. Da settembre 2021 a maggio 2022 partecipò, in qualità di opinionista, al programma televisivo calcistico Tiki Taka in onda su Italia 1.
Il 7 febbraio 2024, tramite decreto del ministro della cultura Gennaro Sangiuliano, fu nominato presidente della Quadriennale di Roma.
Colpito da un infarto alcuni giorni prima, Beatrice morì il 21 gennaio 2025 all'Ospedale Molinette di Torino. Il funerale fu celebrato nel duomo di Torino.

## Vita privata
Tifoso della Juventus, era sposato ed ebbe quattro figli.

## Opere principali

### Libri
- Nuova Scena (con Cristiana Perrella), Milano, G. Mondadori, 1995 ISBN 88-374-1401-3.
- Al cuore, Ramon, al cuore. La leggenda del western all'italiana, Tarab, 1996, ISBN 88-86675-13-5.
- Nuova arte italiana. Esperienza visiva ed estetica della generazione anni Novanta (con Cristina Perrella), Roma, Castelvecchi, 1998, ISBN 88-8210-055-3.
- Stesso sangue, Roma, Minimumfax, 1999, ISBN 88-86568-78-9.
- Dizionario della giovane arte italiana, Milano, Politi, 2003, ISBN 88-7816-128-4.
- Era Fiction, Milano, Fine Arts Unternehmen Books, 2004, ISBN 3-03720-005-7.
- Zero, Milano, Baldini Castoldi Dalai, 2007, ISBN 88-6073-078-3.
- Da che arte stai? Una storia revisionista dell'arte italiana, Milano, Rizzoli, 2010, ISBN 88-17-03783-4.
- Visione di suoni. Le arti visive incontrano il Pop, Roma, Arcana, 2010, ISBN 88-6231-110-9.
- Gli uomini della signora, Milano, Baldini Castoldi Dalai, 2011, ISBN 978-88-6073-767-0.
- Pop. L'artista come star, Milano, Rizzoli, 2012, ISBN 88-17-05424-0.
- SEX. Erotismi nell'arte da Courbet a YouPorn, Milano, Rizzoli, 2013, ISBN 978-88-17-06550-4
- Nati sotto il Biscione. L'arte ai tempi di Silvio Berlusconi, Milano, Rizzoli, 2015, ISBN 978-88-17-07885-6.
- Per i ladri e le puttane sono Gesù bambino: vita e opere di Lucio Dalla, Milano, Baldini & Castoldi, 2016, ISBN 978-88-6852-938-3.
- Robot. Il grande atlante visivo sul robot, dall'antica Grecia alle intelligenze artificiali. Ediz. illustrata, 24 Ore Cultura, ISBN 978-88-6648-319-9
- Canzoni d'amore, Milano, Mondadori, 2018, ISBN 978-88-04-68761-0.
- Arte è libertà? Censura e censori ai tempi del web, Giubilei Regnani, 2020, ISBN 9788898620869
- Da che arte stai? 10 lezioni sul contemporaneo, Milano, Rizzoli, 2021, ISBN 9788891831514
- Le Vite. Un racconto provinciale dell'arte italiana, Venezia, Marsilio, 2023, ISBN 9788829719525
- La commedia dell'Arte, Venezia, Marsilio, 2025, ISBN 9788829791279